# ロッキーを越えて
ロッキーを越えて (Across the Great Divide) は、1976年にスチュワート・ラフィルが監督をつとめ、ロバート・F・ローガン、ヘザー・ラトレー、ジョージ・バック・フラワーが出演した、開拓時代を舞台にしたアメリカ映画。ユタ州とカナダで撮影された。
日本では1979年、東宝東和配給にて『ロッキーを越えて』の邦題で公開された。

## あらすじ
1876年、親のいない2人の姉弟、ホリーとジェイソンが、オレゴン街道の終点で遺産を相続するためにロッキー山脈横断の旅をする。旅の途中、ギャンブル仲間といざこざを起こして逃走中の男、ザカライア・クープと出会う。クープは2人の子供の旅に同行しようとするが、最初は子供達に疑われる。困難、冒険、危機に直面した3人は、夢を実現するために不屈の勇気で「アメリカ大分水嶺」 を横断する。

## キャスト
※カッコ内は吹替声優（日本テレビ版/BS2版の順に記載）
- ロバート・F・ローガン - ザカライア・クープ（柴田光彦/てらそままさき）
- ヘザー・ラトレー - ホリー・スミス（冨永みーな/菊池こころ）
- マーク・エドワード・ホール - ジェイソン・スミス
- ジョージ・バック・フラワー - ベン
- ハル・ボーカー - スタンフェイス
- フランク・サルセド - モーザ

## スタッフ
- 監督・脚本 - スチュワート・ラフィル
- 製作 - アーサー・R・ダブズ
- 音楽 - ジーン・カウアー、ダグラス・ラッキー
- 撮影 - ジェラルド・アルカン
- 配給 - パシフィック・インターナショナル・エンタープライズ

## ソフトウェア化

### テレビ放送
1983年1月12日、日本テレビ『水曜ロードショー』にて『新アドベンチャー・ファミリー　ロッキーを越えて』のタイトルで放送された。また2007年4月26日にはBS2でも放送された。

### DVD
- タイトル: 『アドベンチャー・ファミリー　ロッキーを越えて』
- リリース日: 2005/07/06
- リージョンコード: リージョン2
- アスペクト比: 1.33:1
- 音声トラック: 英語、日本語
- 字幕: 日本語
- 時間: 102 分
- JAN: 4988003972189